# Petteri Orpo
Antti Petteri Orpo, finski politik, * 3. november 1969, Köyliö, Finska.
Od 20. junija 2023 je predsednik finske vlade in od leta 2016 vodja Nacionalne koalicijske stranke. Po parlamentarnih volitvah leta 2023 je za kratek čas opravljal funkcijo predsednika finskega parlamenta.
Bil je podpredsednik finske vlade od 2017 do 2019, minister za finance od 2016 do 2019, minister za notranje zadeve od 2015 do 2016 in minister za kmetijstvo in gozdarstvo od 2014 do 2015. Orpova Nacionalna koalicijska stranka je 2. aprila 2023 zmagala na parlamentarnih volitvah leta 2023 z večino 20,8 odstotka glasov in osvojila 48 poslanskih mest. Orpo je v svojem okraju zbral več kot 17.000 glasov. Funkcijo predsednika vlade je prevzel 20. junija 2023. 

## Mladost in izobraževanje
Antti Petteri Orpo se je rodil 3. novembra 1969 v Köyliöju na Finskem. Njegov oče Hannu Orpo je bil politik in član Nacionalne koalicijske stranke. Opravil je finsko maturo in diplomiral na Köyliön lukio. Kasneje je Orpo magistriral iz politologije na Univerzi v Turkuju. Opravil je obvezno finsko vojaško službo in postal rezervni častnik. Njegov trenutni rezervni čin je kapetan.

## Politična kariera
Orpo je med svojim mandatom notranjega ministra od koalicijskih partnerjev v protipriseljenski stranki Fincev ter od opozicijskih poslancev prejel podporo pri reševanju migracijske krize leta 2015.
Maja 2016 je Orpo napovedal, da bo na junijski konferenci stranke izzval predsednika Nacionalne koalicijske stranke in takratnega ministra za finance Alexandra Stubba. Takrat se je Orpo pridružil drugi parlamentarki Elini Valtonen v iskanju zamenjave Stubba. V nasprotju s Stubbom je Orpo na splošno veljal za previdnega iskalca konsenza z malo izkušnjami v mednarodni politiki. Orpo je prejel 441,4 glasov proti Stubbovim 361 in je bil tako izvoljen za novega predsednika stranke in napovedal, da bo od Stubba prevzel mesto finančnega ministra. Za ministra za finance je bil uradno imenovan 22. junija 2016.
Junija 2017 sta premier Juha Sipilä in Orpo objavila, da ne moreta več sodelovati s tretjo koalicijsko partnerico svojih strank, Finsko stranko, pri čemer sta navedla razlike v temeljnih vrednotah ter politiki priseljevanja in EU. Tako za Sipilä kot za Orpo sta bili na kocki velika reforma zdravstva in lokalne uprave, ki sta bili ključni za njun načrt za uravnoteženje javnih financ.
Poleg svojih nacionalnih političnih vlog je Orpo sopredsedoval (skupaj z Valdisom Dombrovskisom) srečanju ministrov Evropske ljudske stranke za gospodarske in finančne zadeve, na katerem se zberejo ministri desnosredinske Evropske ljudske stranke (EPP) pred zasedanji Sveta za gospodarske in finančne zadeve (ECOFIN).

### Opozicijska politika
Decembra 2019 je Orpo poskušal glasovati o nezaupnici takratni vladi.  To bi pripeljalo do novih volitvah, na katerih je Orpo upal na zmago. Takratno vlado so obtožili nepravilnosti pri odzivanju na težave na trgu dela. Kasneje je premier Antti Rinne odstopil, Kulmuni pa je javno zavrnil pridružitev načrtu Nacionalne koalicijske stranke o predčasnih volitvah. 

### Predsednik vlade Finske
2. aprila 2023 je Orpova Nacionalna koalicijska stranka zmagala na finskih parlamentarnih volitvah. Stranka je v anketah vodila od sredine leta 2021 in končala na prvem mestu z 20,8 odstotka glasov in 48 osvojemimi sedeži v parlamentu, s čimer se je skupno povečala za 10 več sedežev kot na prejšnjih volitvah. To je bil tretji najvišji rezultat stranke v njeni zgodovini. Orpo je začel pogovore o oblikovanju vlade.
Orpo je vodil kampanjo na platformi zmanjšanja finskega državnega dolga in letnega proračunskega primanjkljaja ter znižanja davkov na dohodek. Sam sebe opredeljuje kot "fiskalnega konzervativca".
Orpa so poslanske skupine 12. aprila začasno izvolile za predsednika finskega parlamenta do oblikovanja nove vlade.
27. aprila je bilo objavljeno, da bo Orpo začel zadnja pogajanja s Finsko stranko, Švedsko ljudsko stranko in Krščanskimi demokrati za oblikovanje koalicijske vlade. Ta koalicija strank je bila potrjena 15. junija, sestava vlade, vključno z imeni njenih ministrov, pa je bila objavljena 17. junija.
Orpo je postal predsednik finske vlade 20. junija 2023.